# Valpsjöarna
Valpsjöarna är en sjö i Härnösands kommun i Ångermanland och ingår i Indalsälvens huvudavrinningsområde.